# 淡谷三治
淡谷 三治（あわや さんじ、1963年4月2日 - ）は、東京都荒川区出身の歌手・ミュージシャン・作詞家・作曲家である。法政大学第一高等学校（現・法政大学高等学校）卒業。
MEN'S 5以外では、本名の佐藤 公彦（さとう きみひこ）名義で音楽活動を行っている。ケメこと佐藤公彦とは別人である。
1984年、デビュー直前にSALLYを脱退する。その後、ビブラストーンのサックスを経て（この時期にビートたけしのバックバンドにも参加）、MEN'S 5（ヴォーカル）としての活動中心の現在に至る。
2010年10月6日に沢中 健三名義でムードテナー奏者として、ポニーキャニオンから『決定盤!! 最新ムードテナー』でデビューしている。
田口トモロヲ、安斎肇等とLASTORDERZを結成、ベースを担当している。